# Premio Kurd Laßwitz
Il Premio Kurd Laßwitz è un premio conferito annualmente alle opere di fantascienza in lingua tedesca. 
Istituito nel 1980 su modello dello statunitense Premio Nebula è stato intitolato a Kurd Laßwitz, autore di fantascienza tedesco. Il premio viene conferito su segnalazione da parte di autori, traduttori, editori, grafici, giornalisti del settore e premiati negli anni precedenti ad opere di qualsiasi tipo nell'ambito della fantascienza in lingua tedesca pubblicate l'anno precedente.
Inizialmente le categorie premiate erano sei: romanzi, racconti, racconti brevi, traduzioni e un premio speciale, nel 1983 venne aggiunta la categoria "miglior romanzo straniero" che nel 1997 venne rinominata "migliore opera straniera". Nel 1987 vennero aggiunte le categorie "radiodramma", e "film" che nel 1996 venne integrata nella categoria "premio speciale". Nel 1997 le categorie racconto e racconto breve vennero aggregate e dal 2001 la categoria "traduzione" ha una giuria dedicata.

## Vincitori del premio

### Opere in lingua tedesca
Questa categoria comprende opere in lingua tedesca e di autori tedeschi che superino le 100 pagine e pubblicate per la prima volta nell'anno di conferimento del premio.
- 1981: Georg Zauner, Die Enkel der Raketenbauer
- 1982: Wolfgang Jeschke, The Last Day of Creation
- 1983: Richard Hey, Im Jahr 95 nach Hiroshima
- 1984: Thomas R. P. Mielke, Das Sakriversum
- 1985: Herbert W. Franke, Die Kälte des Weltraums
- 1986: Herbert W. Franke, Endzeit
- 1987: Carl Amery, Die Wallfahrer
- 1988: Gudrun Pausewang, Die Wolke
- 1989: Norbert Stöbe, New York ist himmlisch
- 1990: Wolfgang Jeschke, Midas
- 1991: Carl Amery, Das Geheimnis der Krypta
- 1992: Christian Mähr, Fatous Staub
- 1993: Herbert Rosendorfer, Die goldenen Heiligen oder Columbus entdeckt Europa
- 1994: Thomas Ziegler, Die Stimmen der Nacht
- 1995: Hans Joachim Alpers, Das zerrissene Land
- 1996: Hans Joachim Alpers, Die graue Eminenz
- 1997: Andreas Eschbach, Solarstation
- 1998: No Award
- 1999: Andreas Eschbach, Jesus Video (in italiano Lo specchio di Dio)
- 2000: Andreas Eschbach, Kelwitts Stern
- 2001: Michael Marrak, Lord Gamma
- 2002: Andreas Eschbach, Quest
- 2003: Michael Marrak, Imagon
- 2004: Andreas Eschbach, Der Letzte seiner Art (in italiano L'ultimo dei perfetti)
- 2005: Frank Schätzing, The Swarm
- 2006: Wolfgang Jeschke, Das Cusanus-Spiel
- 2007: Herbert W. Franke, Auf der Spur des Engels
- 2008: Andreas Eschbach, Ausgebrannt
- 2009: Dietmar Dath, Die Abschaffung der Arten
- 2010: Andreas Eschbach, Ein König für Deutschland
- 2011: Uwe Post, Walpar Tonnraffir und der Zeigefinger Gottes
- 2012: Andreas Eschbach, Herr aller Dinge
- 2013: Dietmar Dath, Pulsarnacht
- 2014: Wolfgang Jeschke, Dschiheads
- 2015: Tom Hillenbrand, Drohnenland
- 2016: Andreas Brandhorst, Das Schiff
- 2017: Andreas Brandhorst, Omni
- 2018: Michael Marrak, Der Kanon mechanischer Seelen
- 2019: Andreas Eschbach, NSA – Nationales Sicherheits-Amt
- 2020: Andreas Eschbach, Das größte Abenteuer
- 2021: Andreas Eschbach, Eines Menschen Flügel[2]
- 2022: Uwe Hermann, Nanopark[3]
- 2023: Aiki Mira, Neongrau – Game Over im Neurosubstrat[4]
- 2024: Aiki Mira, Neurobiest[5]

### Opera in lingua straniera
Questa categoria comprende opere di narrativa e non in lingua straniera la cui traduzione in tedesco è stata pubblicata per la prima volta nell'anno del premio. Fino al 1997 era chiamata "romanzi stranieri".
- 1984: Brian Aldiss, Helliconia Spring
- 1985: Philip K. Dick, Valis
- 1986: Daniel Keyes, The Minds of Billy Milligan (in italiano Una stanza piena di gente)
- 1987: Jerry Yulsman, Elleander Morning
- 1988: Christopher Priest, The Glamour
- 1989: Orson Scott Card, Speaker for the Dead (in italiano Il riscatto di Ender)
- 1990: Lucius Shepard, Life During Wartime
- 1991: Iain M. Banks, The Bridge
- 1992: Iain M. Banks, The Wasp Factory (in italiano La fabbrica degli orrori)
- 1993: Iain M. Banks, Use of Weapons
- 1994: Connie Willis, Doomsday Book
- 1995: Ian McDonald, Scissors Cut Paper Wrap Stone
- 1996: Stephen Baxter, The Time Ships
- 1997: Kate Wilhelm, Death Qualified: A Mystery of Chaos
- 1998: Iain M. Banks, Excession
- 1999: Ian McDonald, Sacrifice of Fools
- 2000: Greg Egan, Distress
- 2001: Mary Doria Russell, The Sparrow
- 2002: Connie Willis, To Say Nothing of the Dog
- 2003: China Miéville, Perdido Street Station
- 2004: Vernor Vinge, A Deepness in the Sky
- 2005: China Miéville, The Scar
- 2006: China Miéville, Iron Council
- 2007: Robert Charles Wilson, Spin
- 2008: Sergej Luk'janenko, Spectrum
- 2009: Charles Stross, Glasshouse
- 2010: John Scalzi, The Android's Dream
- 2011: China Miéville, The City & the City
- 2012: Paolo Bacigalupi, The Windup Girl
- 2013: Ted Chiang, Die Hölle ist die Abwesenheit Gottes (original collection)
- 2014: Jo Walton, Among Others
- 2015: Ursula K. Le Guin, Paradises Lost
- 2016: Neal Stephenson, Seveneves
- 2017: Cixin Liu, The Three Body Problem
- 2018: Nnedi Okorafor, The Book of Phoenix
- 2019: Jasper Fforde, Early Riser
- 2020: Margaret Atwood, The Testaments
- 2021: Simon Stålenhag, Tales from the Loop
- 2022: Kim Stanley Robinson, Il ministero per il futuro (The Ministry for the Future)
- 2023: Becky Chambers, The Galaxy and the Ground Within
- 2024: Ursula K. Le Guin, Sempre la valle (Always Coming Home)

### Opere brevi in lingua tedesca (dal 1997)
Questa categoria comprende opere in lingua tedesca più brevi di 100 pagine, di autori in lingua tedesca e pubblicate nell'anno del premio, comprende racconti brevi e romanzi brevi.
- 1997: Wolfgang Jeschke, Partner fürs Leben
- 1998: Malte S. Sembten, Blind Date
- 1999: Marcus Hammerschmitt, Wüstenlack
- 2000: Wolfgang Jeschke, Die Cusanische Acceleratio
- 2001: Marcus Hammerschmitt, Troubadoure
- 2002: Wolfgang Jeschke, Allah akbar And So Smart Our NLWs
- 2003: Erik Simon, Spiel beendet, sagte der Sumpf
- 2004: Angela Steinmüller and Karlheinz Steinmüller, Vor der Zeitreise
- 2005: Wolfgang Jeschke, Das Geschmeide
- 2006: Rainer Erler, An e-Star is born
- 2007: Marcus Hammerschmitt, Canea Null
- 2008: Michael K. Iwoleit, Der Moloch
- 2009: Andreas Eschbach, Survival-Training and Heidrun Jänchen, Ein Geschäft wie jedes andere
- 2010: Ernst-Eberhard Manski, Das Klassentreffen der Weserwinzer
- 2011: Michael K. Iwoleit, Die Schwelle
- 2012: Frank W. Haubold, Am Ende der Reise
- 2013: Klaus N. Frick, Im Käfig
- 2014: Michael Marrak, Coen Sloterdykes diametral levitierendes Chronoversum
- 2015: Fabian Tomaschek, Boatpeople
- 2016: Karsten Kruschel, Was geschieht dem Licht am Ende des Tunnels?
- 2017: Gabriele Behrend, Suicide Rooms
- 2018: Uwe Hermann, Das Internet der Dinge
- 2019: Thorsten Küper, Confinement
- 2020: Jacqueline Montemurri, Koloss aus dem Orbit
- 2021: Angela Steinmüller e Karlheinz Steinmüller, Marslandschaften
- 2022: Aiki Mira, Utopie27
- 2023: Uwe Hermann, Die Nachrichtenmacher
- 2024: Christian Endres, Die Straße der Bienen

### Radiocommedie
- 1993: Eva Maria Mudrich, Sommernachtstraum
- 1994: non assegnato
- 1995: non assegnato
- 1996: Wolfgang Rindfleisch, Uhrwerk Orange (adattato da Anthony Burgess, A Clockwork Orange). Director: Wolfgang Rindfleisch. Musica: Trötsch
- 1997: Friedrich Bestenreiner, Paradise Hospital Inc.. Regista: Thomas Werner
- 1998: Karlheinz Knuth, Die Tage nebenan – o: Da, wo Cäsar nicht ermordet wurde. Regista: Thomas Werner
- 1999: Heiko Michael Hartmann, MOI. Regista: Oliver Sturm
- 2000: Marina Dietz, Träumen Androiden (adattato da Philip K. Dick, Do Androids Dream of Electric Sheep). Regia: Marina Dietz
- 2001: non assegnato
- 2002: Walter Adler, Tokio liebt uns nicht mehr (adattato da Ray Loriga, Tokio ya no nos quiere). Regista: Walter Adler
- 2003: non assegnato
- 2004: non assegnato
- 2005: Norbert Schaeffer, Das letzte Geheimnis (adattato da Bernard Werber, L'ultime secret). Regista: Norbert Schaeffer
- 2006: Matthias Wittekindt, Das Lewskow-Manuscript. Regista: Alexander Schuhmacher. Music: Tim Frühwirth, Lömsch Le Mans, Frank Wingold
- 2007: Matthias Scheliga, Amnesia. Regia: Jürgen Dluzniewski
- 2008: non assegnato
- 2009: Bodo Traber & Tilman Zens, Die Flüsterer, Regista: Petra Feldhoff
- 2010: non assegnato
- 2011: non assegnato
- 2012: Till Müller-Klug, Sprachlabor Babylon, Regista: Thomas Wolfertz, Musik: Ekkehard Ehlers
- 2013: Heinz von Cramer, Unerwartete Ereignisse, Regista: Burkhard Schmid
- 2014: non assegnato
- 2015: Walter Adler, Foxfinder, Regista: Walter Adler
- 2016: Georg Heinzen, Sale, Regista: Martin Zylka
- 2017: non assegnato
- 2018: Bodo Traber, Paradise Revisited, Regista: Bodo Traber
- 2019: Anne Krüger, Supermarkt, Regista: Andrea Getto
- 2020: Gerrit Booms, Unser Leben in den Wäldern (adattato da Marie Darrieussecq, Notre vie dans les forêts)
- 2021: Heinz Sommer, Der zweite Schlaf, Regista: Leonhard Koppelmann
- 2022: non assegnato
- 2023: Emma Braslavsky, Die Nacht war bleich, die Lichter blinkten
- 2024: non assegnato

## Altre categorie
- Graphic Artist (1981–1992)
- Graphic Artwork (dal 1993)
- Traduttore (1981–1992)
- Traduzione (dal 1993)
- Film (1987–1996)
- Premio speciale per meriti straordinari